# Crystal City, Manitoba
För andra orter med samma namn, se Crystal City.
Crystal City är en by i den kanadensiska provinsen Manitoba 16 kilometer norr om gränsen till USA och 200 km sydväst om Winnipeg.
Thomas Greenway grundade Crystal City år 1879. Han var provinsen Manitobas premiärminister 1888-1900. Byn flyttades närmare järnvägen som i dag inte längre är i bruk. Greenway valde namnet Crystal City för att han hoppades att byn en dag skulle växa till en stad. Skolan i byn heter Thomas Greenway Middle School.